# سیارک ۴۸۷۷۸
سیارک ۴۸۷۷۸ (به انگلیسی: 48778 Shokoyukako، نامگذاری:1997RE) چهل و هشت هزار و هفتصد و هفتاد و هشتمین سیارک کشف شده‌است که در ۱ سپتامبر ۱۹۹۷ کشف شد.